# Irmandade (série de televisão)
Irmandade é uma série de televisão policial brasileira criada por Pedro Morelli e produzida pelo serviço de streaming Netflix em parceria com a produtora O2 Filmes. A série conta a história (fictícia) de uma facção criminosa homônima nos anos 90.

## Premissa
Cristina, uma advogada honesta, enfrenta um dilema moral ao descobrir que seu irmão é o líder de uma facção criminosa em ascensão.

## Elenco
| Ator             | Personagem                       | Temporada | Temporada |
| Ator             | Personagem                       | 1ª (2019) | 2ª (2022) |
| ---------------- | -------------------------------- | --------- | --------- |
| Naruna Costa     | Cristina Ferreira                |           |           |
| Seu Jorge        | Edson Ferreira                   |           |           |
| Hermila Guedes   | Darlene                          |           |           |
| Lee Taylor       | Ivan                             |           |           |
| Danilo Grangheia | José Carlos de Andrade (Andrade) |           |           |
| Wesley Guimarães | Marcel Ferreira                  |           |           |
| Pedro Wagner     | Marcio Siqueira Rocha (Carniça)  |           |           |
| Tavinho Teixeira | Olivério Noronha                 |           |           |

### Participações especiais
1ª Temporada
| Ator                  | Personagem                          | Episódio                |
| --------------------- | ----------------------------------- | ----------------------- |
| Yara de Novaes        | Irene Rocha                         | "O Certo é o Certo"     |
| Bukassa Kabengele     | Gilmar Ferreira                     | "O Certo é o Certo"     |
| Lili Siqueira         | Cristina (12 anos)                  | "O Certo é o Certo"     |
| Sol Menezzes          | Juliana                             | "O Certo é o Certo"     |
| Emerson Rechenberg    | Raimundo Alves                      | "O Certo é o Certo"     |
| Washington Lins       | Viola                               | "O Certo é o Certo"     |
| Leonardo Fernandes    | Marcos Assunção Pereira (Formiga)   | "O Certo é o Certo"     |
| Cássia Damasceno      | Dolores                             | "O Certo é o Certo"     |
| Diogo Cintra          | Edson (Jovem)                       | "O Certo é o Certo"     |
| Everson Anderson      | Jonathan                            | "O Certo é o Certo"     |
| Fábio Silvestre       | Jáder                               | "O Certo é o Certo"     |
| João Vancini          | Promotor                            | "O Certo é o Certo"     |
| Marcel Szymanki       | Pistola                             | "O Certo é o Certo"     |
| Marco Barreto         | Oficial de Justiça                  | "O Certo é o Certo"     |
| Marcos de Andrade     | De Paula                            | "O Certo é o Certo"     |
| Menthor               | Sangue Frio                         | "O Certo é o Certo"     |
| Nena Inque            | Dona Josefa                         | "O Certo é o Certo"     |
| Otávio Linhares       | Magrão                              | "O Certo é o Certo"     |
| Patrícia Saravy       | Ludmilla                            | "O Certo é o Certo"     |
| Renato Freitas        | Tupã                                | "O Certo é o Certo"     |
| Simone Iliescu        | Marta                               | "O Certo é o Certo"     |
| Tatí de Tatiana       | Viciada                             | "O Certo é o Certo"     |
| Motorista do Camburão | Tomas Barreiros                     | "O Certo é o Certo"     |
| Washington Lins       | Viola                               | "O Certo é o Certo"     |
| Whiter Dalus          | PM                                  | "O Certo é o Certo"     |
| Will Perus            | Jean                                | "O Certo é o Certo"     |
| Zeca Mallembah        | Juiz                                | "O Certo é o Certo"     |
| Charles Paraventi     | Policial da Ambulância              | "Pode Confiar"          |
| Washington Lins       | Viola                               | "Pode Confiar"          |
| Leonardo Fernandes    | Marcos Assunção Pereira (Formiga)   | "Pode Confiar"          |
| Cássia Damasceno      | Dolores                             | "Pode Confiar"          |
| Marcos de Andrade     | De Paula                            | "Pode Confiar"          |
| Edmilson Cordeiro     | Pastor Lauro                        | "Pode Confiar"          |
| Sol Menezzes          | Juliana                             | "Pode Confiar"          |
| Conrado Sardinha      | Matos                               | "Pode Confiar"          |
| David William         | Ambulante                           | "Pode Confiar"          |
| Diogo Cintra          | Edson (Jovem)                       | "Pode Confiar"          |
| Bukassa Kabengele     | Gilmar                              | "Pode Confiar"          |
| Everson Anderson      | Jonathan                            | "Pode Confiar"          |
| Hauly                 | Gabiru                              | "Pode Confiar"          |
| Junyn                 | Cipó                                | "Pode Confiar"          |
| Lili de Siqueira      | Cristina (Jovem)                    | "Pode Confiar"          |
| Ma Ry                 | Fátima                              | "Pode Confiar"          |
| Maíra Galvão          | Simone                              | "Pode Confiar"          |
| Patricia Saravy       | Ludmilla                            | "Pode Confiar"          |
| Rafael Procópio       | Enfermeiro                          | "Pode Confiar"          |
| Renato Freitas        | Tupã                                | "Pode Confiar"          |
| Vanderlei Bernardino  | Delegado Ernesto Cruz               | "Pode Confiar"          |
| Leonardo Fernandes    | Marcos Assunção Pereira (Formiga)   | "Tribunal do Crime"     |
| Patricia Saravy       | Ludmilla                            | "Tribunal do Crime"     |
| Everson Anderson      | Jonathan                            | "Tribunal do Crime"     |
| Washington Lins       | Viola                               | "Tribunal do Crime"     |
| Luiz Bertazzo         | Buri                                | "Tribunal do Crime"     |
| Che Moais             | Bocão                               | "Tribunal do Crime"     |
| Jorge Paz             | Fubá                                | "Tribunal do Crime"     |
| Otávio Linhares       | Magrão                              | "Tribunal do Crime"     |
| Jordan Costa          | Noia                                | "Tribunal do Crime"     |
| Fernando Nacário      | Alemão                              | "Tribunal do Crime"     |
| Renato Freitas        | Tupã                                | "Tribunal do Crime"     |
| David William         | Ambulante                           | "Tribunal do Crime"     |
| Zé Geraldo            | PM 6                                | "Tribunal do Crime"     |
| Ítalo Martins         | PM 7                                | "Tribunal do Crime"     |
| Ma Ry                 | Fátima                              | "Tribunal do Crime"     |
| Hauly                 | Gabiru                              | "Tribunal do Crime"     |
| Daniel Alves          | Lombriga                            | "Tribunal do Crime"     |
| Patricia Saravy       | Ludmilla                            | "Passagem só de ida"    |
| Luiz Bertazzo         | Buri                                | "Passagem só de ida"    |
| Emerson Rechenberg    | Raimundo Alves                      | "Passagem só de ida"    |
| Elsa Galvão           | Simone                              | "Passagem só de ida"    |
| Fábio Silvestre       | Jáder                               | "Passagem só de ida"    |
| Bukassa Kabengele     | Gilmar                              | "Passagem só de ida"    |
| Sol Menezzes          | Juliana                             | "Passagem só de ida"    |
| Nena Inque            | Dona Josefa                         | "Passagem só de ida"    |
| Conrado Sardinha      | Matos                               | "Passagem só de ida"    |
| Washington Lins       | Viola                               | "Passagem só de ida"    |
| Leonardo Fernandes    | "Formiga"                           | "Passagem só de ida"    |
| Che Moais             | Bocão                               | "Passagem só de ida"    |
| Otavio Linhares       | Magrão                              | "Passagem só de ida"    |
| Jordan Costa          | Noia                                | "Passagem só de ida"    |
| Fernando Macário      | Alemão                              | "Passagem só de ida"    |
| Renato Freitas        | Tupã                                | "Passagem só de ida"    |
| Cássia Damasceno      | Dolores                             | "Passagem só de ida"    |
| Taciane Vieira        | Madalena                            | "Passagem só de ida"    |
| Léo Campos            | PM 8                                | "Passagem só de ida"    |
| Ma Ry                 | Fátima                              | "Passagem só de ida"    |
| Silmara Deon          | Esposa do Olivério                  | "Passagem só de ida"    |
| Daniela Pinfildi      | Atendente da Agência de Viagens     | "Passagem só de ida"    |
| Marcelo Zorzeto       | Patrício                            | "Passagem só de ida"    |
| Daniel Alves          | Lombriga                            | "Passagem só de ida"    |
| Chibbis               | Chibbis                             | "Passagem só de ida"    |
| Alexia Cerqueira      | Elisa                               | "Passagem só de ida"    |
| Natália Lage          | Lídia Neves                         | "Irmão Ajuda Irmão"     |
| Rodrigo dos Santos    | "Firmino"                           | "Irmão Ajuda Irmão"     |
| Alexia Cerqueira      | Elisa                               | "Irmão Ajuda Irmão"     |
| Jorge Paz             | Fubá                                | "Irmão Ajuda Irmão"     |
| Che Moais             | Bocão                               | "Irmão Ajuda Irmão"     |
| Francisco Carvalho    | Genésio                             | "Irmão Ajuda Irmão"     |
| Raimundo Moura        | Amado                               | "Irmão Ajuda Irmão"     |
| Flávio Barollo        | Luis                                | "Irmão Ajuda Irmão"     |
| Vanderlei Bernardino  | Delegado Ernesto Cruz               | "Irmão Ajuda Irmão"     |
| Washington Lins       | Viola                               | "Irmão Ajuda Irmão"     |
| Tomas Barreiros       | Motorista do Camburão               | "Irmão Ajuda Irmão"     |
| Adelino Costa         | Policial Civil                      | "Irmão Ajuda Irmão"     |
| Conrado Sardinha      | Matos                               | "Irmão Ajuda Irmão"     |
| Daniel Alves          | Lombriga                            | "Irmão Ajuda Irmão"     |
| David William         | Ambulante                           | "Irmão Ajuda Irmão"     |
| Fábio Guará           | Segurança                           | "Irmão Ajuda Irmão"     |
| Luiz Bertazzo         | Buri                                | "Irmão Ajuda Irmão"     |
| Iná de Carvalho       | Dona Lázara                         | "Irmão Ajuda Irmão"     |
| Ma Ry                 | Fátima                              | "Irmão Ajuda Irmão"     |
| Maicon Douglas        | Juarez                              | "Irmão Ajuda Irmão"     |
| Mano Cappu            | Pito                                | "Irmão Ajuda Irmão"     |
| Marcel Szymanki       | Pistola                             | "Irmão Ajuda Irmão"     |
| Marcelo Zorzeto       | Patrício                            | "Irmão Ajuda Irmão"     |
| Menthor               | Sangue Frio                         | "Irmão Ajuda Irmão"     |
| Otávio Linhares       | Magrão                              | "Irmão Ajuda Irmão"     |
| Raimundo Moura        | Amado                               | "Irmão Ajuda Irmão"     |
| Reggis Silva          | Segurança 1                         | "Irmão Ajuda Irmão"     |
| Rodolfo Amorim        | PM 10                               | "Irmão Ajuda Irmão"     |
| Renato Freitas        | Tupã                                | "Irmão Ajuda Irmão"     |
| Otavio Linhares       | Magrão                              | "Decisão"               |
| Rodrigo dos Santos    | Jorge Firmino (Firmino)             | "Decisão"               |
| Fábio Silvestre       | Jáder                               | "Decisão"               |
| Sol Menezzes          | Juliana                             | "Decisão"               |
| Vanderlei Bernardino  | Delegado Ernesto Cruz               | "Decisão"               |
| Luiz Bertazzo         | Buri                                | "Decisão"               |
| Washington Lins       | Viola                               | "Decisão"               |
| Renato Freitas        | Tupã                                | "Decisão"               |
| Raimundo Alves        | Amado                               | "Decisão"               |
| Menthor               | Sangue Frio                         | "Decisão"               |
| Marcel Szymanki       | Pistola                             | "Decisão"               |
| Mano Cappu            | Pito                                | "Decisão"               |
| Francisco Carvalho    | Genésio                             | "Decisão"               |
| Fábio Maltez          | Médico                              | "Decisão"               |
| Daneiel Alves         | Lombriga                            | "Decisão"               |
| Conrado Sardinha      | Matos                               | "Decisão"               |
| Che Moais             | Bocão                               | "Decisão"               |
| Adelino Costa         | Policial Civil                      | "Decisão"               |
| Everson Anderson      | Jonathan                            | "Sangue nas mãos"       |
| Sol Menezzes          | Juliana                             | "Sangue nas mãos"       |
| Vanderlei Bernardino  | Delegado Ernesto Cruz               | "Sangue nas mãos"       |
| Natália Lage          | Lídia Neves                         | "Sangue nas mãos"       |
| André Garolli         | Cesar Correa                        | "Sangue nas mãos"       |
| Ricardo Gelli         | Miúdo                               | "Sangue nas mãos"       |
| Zenaide Denardi       | Mulher no Parque                    | "Sangue nas mãos"       |
| Washington Lins       | Viola                               | "Sangue nas mãos"       |
| Vitor Vieira          | Rapaz na Sala de Espera do Hospital | "Sangue nas mãos"       |
| Silmara Deon          | Esposa do Olivério                  | "Sangue nas mãos"       |
| Ricardo dos Santos    | "Firmino"                           | "Sangue nas mãos"       |
| Renet Lyon            | Hilton                              | "Sangue nas mãos"       |
| Renato Freitas        | Tupã                                | "Sangue nas mãos"       |
| Raimundo Moura        | Amado                               | "Sangue nas mãos"       |
| Otávio Linhares       | Magrão                              | "Sangue nas mãos"       |
| Nena Inque            | Dona Josefa                         | "Sangue nas mãos"       |
| Menthor               | Sangue Frio                         | "Sangue nas mãos"       |
| Mano Cappu            | Pito                                | "Sangue nas mãos"       |
| Marcel Szymanki       | Pistola                             | "Sangue nas mãos"       |
| Luiz Bertazzo         | Buri                                | "Sangue nas mãos"       |
| Letícia Maris         | Secretária da Emissora              | "Sangue nas mãos"       |
| Leleto Bonfim         | Jovem Médico Legista                | "Sangue nas mãos"       |
| Fábio Silvestre       | Jáder                               | "Sangue nas mãos"       |
| Chave Beats           | Cerol                               | "Sangue nas mãos"       |
| Conrado Sardinha      | Matos                               | "Sangue nas mãos"       |
| Daniel Alves          | Lombriga                            | "Sangue nas mãos"       |
| Che Moais             | Bocão                               | "Sangue nas mãos"       |
| Alexia Cerqueira      | Elisa                               | "Palavra num faz curva" |
| Natália Lage          | Lídia Neves                         | "Palavra num faz curva" |
| André Garolli         | Cesar Correa                        | "Palavra num faz curva" |
| Vanderlei Bernardino  | Delegado Ernesto Cruz               | "Palavra num faz curva" |
| Luiz Bertazzo         | Buri                                | "Palavra num faz curva" |
| Fábio Silvestre       | Jáder                               | "Palavra num faz curva" |
| Chave Beats           | Cerol                               | "Palavra num faz curva" |
| Renet Lyon            | Hilton                              | "Palavra num faz curva" |
| Andrew Knoli          | Chefe da Tropa de Choque            | "Palavra num faz curva" |
| Barbara Passos        | Repórter                            | "Palavra num faz curva" |
| Conrado Sardinha      | Matos                               | "Palavra num faz curva" |
| Dex Sul               | Carcereiro                          | "Palavra num faz curva" |
| Everson Anderson      | Jonathan                            | "Palavra num faz curva" |
| Fábio Silvestre       | Jáder                               | "Palavra num faz curva" |
| Leonardo Fernandes    | Formiga                             | "Palavra num faz curva" |
| Letícia Maris         | Secretária da Emissora              | "Palavra num faz curva" |
| Marcel Szymanki       | Pistola                             | "Palavra num faz curva" |
| Menthor               | Sangue Frio                         | "Palavra num faz curva" |
| Mauro Zanatta         | Secretário de Segurança             | "Palavra num faz curva" |
| Ramilla Souza         | Vizinha de Darlene                  | "Palavra num faz curva" |
| Santos Chagas         | Torneira                            | "Palavra num faz curva" |
| Rodrigo dos Santos    | "Firmino"                           | "Palavra num faz curva" |
| Sol Menezzes          | Juliana                             | "Palavra num faz curva" |

2ª Temporada
| Ator                  | Personagem                            | Episódio              |
| --------------------- | ------------------------------------- | --------------------- |
| Eri Johnson           | Waldemar                              | "Nós"                 |
| Ice Blue              | Wellington                            | "Nós"                 |
| Luiz Bertazzo         | Buri                                  | "Nós"                 |
| Sol Menezzes          | Juliana                               | "Nós"                 |
| Ricardo Gelli         | Miúdo                                 | "Nós"                 |
| Rodrigo dos Santos    | Firmino                               | "Nós"                 |
| Rubens Santos         | Zica                                  | "Nós"                 |
| Marcão                | Zé da Leste                           | "Nós"                 |
| Paulo Gabriel         | Matos                                 | "Nós"                 |
| Preta Rara            | Dona do Desmache                      | "Nós"                 |
| Reginaldo Faidi       | Taxista                               | "Nós"                 |
| Renato Kolla          | Pipoco                                | "Nós"                 |
| Vanderlei Bernardino  | Delegado Ernesto Cruz                 | "Nós"                 |
| Wenry Bueno           | Chitão                                | "Nós"                 |
| Adriano Bolshi        | Régis                                 | "Nós"                 |
| Amélia Bittencourt    | Dona Lázara                           | "Nós"                 |
| Fábio Silvestre       | Jáder                                 | "Nós"                 |
| Glauber Amaral        | Sibéria                               | "Nós"                 |
| Helião                | Dimas                                 | "Nós"                 |
| Kenyt                 | Bixiga                                | "Nós"                 |
| Koé                   | Odair                                 | "Nós"                 |
| Lucas Afonso          | Grilo                                 | "Nós"                 |
| Ice Blue              | Wellington                            | "Só o Pó"             |
| William Costa         | Faísca                                | "Só o Pó"             |
| Sol Menezzes          | Juliana                               | "Só o Pó"             |
| Rubens Santos         | Zica                                  | "Só o Pó"             |
| Ricardo Gelli         | Miúdo                                 | "Só o Pó"             |
| Nash Laila            | Neiva                                 | "Só o Pó"             |
| Márcio Fecher         | Pereira                               | "Só o Pó"             |
| Luiz Bertazzo         | Buri                                  | "Só o Pó"             |
| Digão Ribeiro         | Kelvin                                | "Só o Pó"             |
| Jô Schmidt            | Dona Ivete                            | "Só o Pó"             |
| Kenyt                 | Bixiga                                | "Só o Pó"             |
| Lucas Afonso          | Grilo                                 | "Só o Pó"             |
| Marcão                | Zé da Leste                           | "Só o Pó"             |
| Marcondes de Carmo    | Leandro                               | "Só o Pó"             |
| Renato Kolla          | Pipoco                                | "Só o Pó"             |
| Ricardo Oliveira      | Batista                               | "Só o Pó"             |
| Sandro RZO            | Sandrão                               | "Só o Pó"             |
| Todd Soul             | Alex                                  | "Só o Pó"             |
| Vanderlei Bernardino  | Delegado Ernesto Cruz                 | "Só o Pó"             |
| Wenry Bueno           | Chitão                                | "Só o Pó"             |
| Adriano Arbool        | Policial Alves                        | "Só o Pó"             |
| Adriano Bolshi        | Régis                                 | "Só o Pó"             |
| Alexia Cerqueira      | Elisa (6 anos)                        | "Só o Pó"             |
| Bruce Brandão         | Nelson                                | "Só o Pó"             |
| Clarissa Kiste        | Irene Rocha                           | "Só o Pó"             |
| Cesar Rezende Santana | Camacho Policial na Olaria (Oliveira) | "Só o Pó"             |
| Contrera              | Outro Policial                        | "Só o Pó"             |
| DJ Cia                | CIA                                   | "Só o Pó"             |
| Escova                | Biro Biro                             | "Só o Pó"             |
| Fábio Silvestre       | Jáder                                 | "Só o Pó"             |
| Fernado Macário       | Moacir                                | "Só o Pó"             |
| Glauber Amaral        | Sibéria                               | "Só o Pó"             |
| Hélão                 | Dimas                                 | "Só o Pó"             |
| Eri Johnson           | Waldemar                              | Um Peso, Duas Medidas |
| Nash Laila            | Neiva                                 | Um Peso, Duas Medidas |
| Luiz Bertazzo         | Buri                                  | Um Peso, Duas Medidas |
| Ricardo Gelli         | Miúdo                                 | Um Peso, Duas Medidas |
| Rodrigo dos Santos    | Firmino                               | Um Peso, Duas Medidas |
| Rubens Santos         | Zica                                  | Um Peso, Duas Medidas |
| Digão Ribeiro         | Kelvin                                | Um Peso, Duas Medidas |
| Marcio Fecher         | Pereira                               | Um Peso, Duas Medidas |
| William Costa         | Faísca                                | Um Peso, Duas Medidas |
| Jeff de Oliveira      | Policial Ari                          | Um Peso, Duas Medidas |
| Kenyt                 | Bixiga                                | Um Peso, Duas Medidas |
| Lucas Afonso          | Grilo                                 | Um Peso, Duas Medidas |
| Marcão                | Zé da Leste                           | Um Peso, Duas Medidas |
| Paulo Gabriel         | Matos                                 | Um Peso, Duas Medidas |
| Renato Kolla          | Pipoco                                | Um Peso, Duas Medidas |
| Sandro RZO            | Sandrão                               | Um Peso, Duas Medidas |
| Tatí de Tatiana       | Tamara                                | Um Peso, Duas Medidas |
| Todd Soul             | Alex                                  | Um Peso, Duas Medidas |
| Wenry Bueno           | Chitão                                | Um Peso, Duas Medidas |
| Adriano Arbool        | Policial Alves                        | Um Peso, Duas Medidas |
| Adriano Bolshi        | Régis                                 | Um Peso, Duas Medidas |
| Alexia Cerqueira      | Elisa (6 anos)                        | Um Peso, Duas Medidas |
| Bruce Brandão         | Nelson                                | Um Peso, Duas Medidas |
| Clarissa Kiste        | Irene Rocha                           | Um Peso, Duas Medidas |
| DJ CIA                | CIA                                   | Um Peso, Duas Medidas |
| Escova                | Biro Biro                             | Um Peso, Duas Medidas |
| Fernando Macário      | Moacir                                | Um Peso, Duas Medidas |
| Glauber Amaral        | Sibéria                               | Um Peso, Duas Medidas |
| Ice Blue              | Wellington                            | Um Peso, Duas Medidas |
| Kevin Vechiatto       | Antônio Gomes                         | "Que Nem Lixo"        |